# 雪曼螢火蟲坦克
雪曼螢火蟲坦克（Sherman Firefly）是第二次世界大戰時，英國將美國提供的M4雪曼改裝主砲，換成更具威力的QF 17磅炮之戰車。當時，英國也正在研發其他使用QF 17磅炮的戰車，本來只是在這段過渡期先以螢火蟲填補空缺，然而後來因其他戰車研發並無預期順利，所以在所有使用QF 17磅炮的載具中，螢火蟲所佔比例是最高的。
英國政府原先希望能夠加速本國其他戰車設計進程，並減少對美國提供的戰車的依賴。儘管不受官方支持，在喬治·布萊提少校（George Brighty）和威瑟理治中校（George Witheridge）等人的努力下，將17磅炮裝上雪曼坦克的計畫得以有進一步發展。之後，此舉被證實非常幸運，因為挑戰者和克倫威爾坦克研發遇到了困難，使得它們不能在原先預期的時間點投入戰場。
解決了裝設17磅炮到雪曼的問題後，雪曼螢火蟲在1944年初正式投入生產線，適時地裝備在蒙哥馬利元帥預備參加諾曼地登陸的部隊中。它很快證明了自己的價值，因為螢火蟲在諾曼地是唯一可在正常作戰距離擊毀豹式坦克和虎I坦克的英軍坦克。當德軍意識到這點後，其坦克和反坦克組員被指示優先攻擊螢火蟲。在1945年生產終止前，共生產了2100至2200台。

## 起源
將17磅炮裝上雪曼坦克的想法原先被軍需部的坦克決選委員會反對。儘管當時英國使用了大量的美國坦克，他們希望研發中的新坦克可以在反坦克任務上取代美國製的坦克。研發中的新型坦克其中之一是克倫威爾坦克，預計使用維克斯製的75mm高速炮，這種炮在反坦克能力上優於美國75mm和76mm炮。另一個是A30挑戰者，是基於克倫威爾進行設計的，不過裝了更有威力的17磅炮。此外，彗星坦克和百夫長坦克這兩樣設計此時也在逐步成形中。因此，他們並不贊成額外投入時間和金錢將17磅炮裝上雪曼坦克。
儘管沒有得到當局支持，為雪曼換上更好的主炮的嘗試並沒有中斷。其中最早的嘗試可回溯到1943年初，進行這項工作的是皇家坦克軍團的喬治·布萊提少校，當時他在盧爾沃斯的裝甲作戰學校。當時A30挑戰者正在盧爾沃斯進行測試，布萊提認為雪曼更適於裝設17磅炮。然而因為雪曼的炮塔過小，無法為17磅炮提供足夠的制退空間。無計可施下，布萊提將制退系統移除掉，將炮固定住，用整台坦克去承受後座力。顯然地，這和理想情形相去甚遠，但他並不清楚坦克空間必須要多大才得以使用17磅炮。
1942年六月前後，布萊提的同事，在皇家坦克軍團的喬治·威瑟理治中校，到了盧斯沃斯。威瑟理治他曾參與過北非戰役，因此十分深刻地體認到裝備2磅炮的英國坦克，在面對隆美爾指揮下的裝甲部隊及反坦克炮時，有多麼的不利。在1942年的加查拉戰役－一場對英軍造成慘重打擊的戰鬥－威瑟理治被從他所搭乘的M3李坦克中炸出。儘管已從傷勢復原，他被認定不適合返回現役。結果，在1943年1月，他被指派到在美國的諾克斯堡六個月去指導炮術，可能也因此他對美國坦克有更多的認識。在盧斯沃斯，威瑟理治和其他人一起審視了A30挑戰者的表現，也和許多人一樣，對這台坦克提出了許多批評。當拜訪了布萊提並知道他打算為雪曼坦克裝上17磅炮後，威瑟理治也加入了這項“非官方”計畫。他向布萊提建議了一些處理制退問題的方法。
不久後，威瑟理治和布萊提收到了來自坦克設計部的通知，要求他們停止這項工作。威瑟理治並不願意放棄他們的計畫，所以，他利用了他和一些有影響力人物的關係（如Raymond Briggs少將，皇家裝甲軍團的負責人，先前是第一裝甲師在北非的指揮官），成功地遊說了軍需部的武器和設備生產部門的局長Claude Gibb，讓這項原先非官方的工作成為正式的官方計畫。結果，這項工作從原來這些熱情有餘但專業不足的人手中，轉移到專業的坦克設計人員。

## 設計

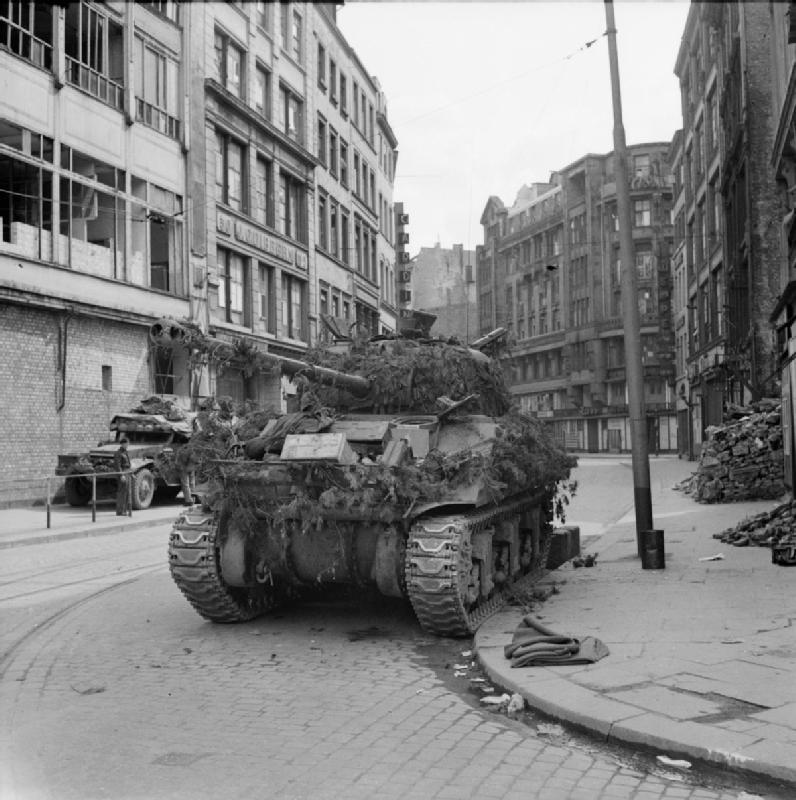
屬於第七裝甲師的雪曼螢火蟲，照片攝於1945年5月4日的漢堡

成功地將這個方案從原型車，轉化為之後在諾曼地登陸中能夠和德軍交戰的坦克，主要得力於當時在維克斯坦克設計部工作的工程師基爾本（W.G.K. Kilbourn）。面對這件工作，基爾本第一個必須處理的是17磅炮的制退系統。射擊的後座力會使17磅炮退後40英吋，而這對雪曼的炮塔來說太長了。基爾本選擇重新設計制退系統來解決這個問題：制退缸被縮短以減少制退量；為了善加利用雪曼炮塔的寬度，新的制退缸被放在砲的兩側，而不被其高度妨礙；炮管也被旋轉了90度，以方便從左邊裝彈 ；一般裝設在英國坦克後方的無線電設備也改裝在炮塔後方增設的一個有裝甲保護的箱中。
17磅炮的炮架，必須縮短才能夠將炮裝進砲塔中，但如此會導致炮身不穩。為此，基爾本為17磅炮設計了新的炮管，在基座的部分較長，以解決平衡問題。他也為螢火蟲設計了新的坦克炮盾來放入改裝後的炮架。因此，螢火蟲使用的17磅炮是經過大幅改裝的，必須特別生產。
基爾本還有其他必須解決的問題。一般的雪曼在炮塔有單一個艙口，供車長，裝彈手，以及炮手進出。但是，17磅炮較長的炮管和制退系統，使得當坦克被擊中時，裝彈手較難迅速脫離。因此，在炮手的位置上方，又開了一個新的艙口。最後一項主要變動，則是取消裝設在車身的機槍，以裝入更多17磅炮用的砲彈。它們比75 mm火炮用的砲彈長很多，因此佔據了更多空間。
螢火蟲在裝甲以及機動力上並沒有優於一般的雪曼，不過它們的坦克炮盾比一般雪曼厚了13mm。
到了1943年的10月，11月左右，對這項計畫的關注開始提高。甚至在1944年2月的最終測試開始前，已經先預訂了2100台裝有17磅炮的雪曼坦克。之所以如此，是因為挑戰者的開發計畫不太順利，之後的大君主行動可能只有極少量可供使用；更糟的是，他們後來發現克倫威爾的炮塔環不夠大，無法使用新型的高速75mm炮(50倍徑長)，所以克倫威爾必須使用多用途的 Ordnance QF 75 mm火炮(這型火炮最初的開發目的是提供坦克更佳的高爆彈，以對付軟目標)。結果，英軍的軍械庫中，唯一一種主炮火力比QF 75mm更為優越的坦克，只剩下螢火蟲了。不意外的，溫斯頓·邱吉爾本人指示螢火蟲擁有"最高優先權"。
"螢火蟲"這個暱稱並沒有在戰時的官方文件中出現。從1944年3月起，在單位層級(旅/團)的戰爭日誌中，有時它們會被稱作'蜉蝣'（Mayfly）。在二戰期間，裝有17磅炮的雪曼，較常依據那輛車的編號，被稱作'1C' '1C Hybrid'或'VC'。依據英國的編號方式，"C"在羅馬數字後，表示那輛車裝備了17磅炮。

## 武裝

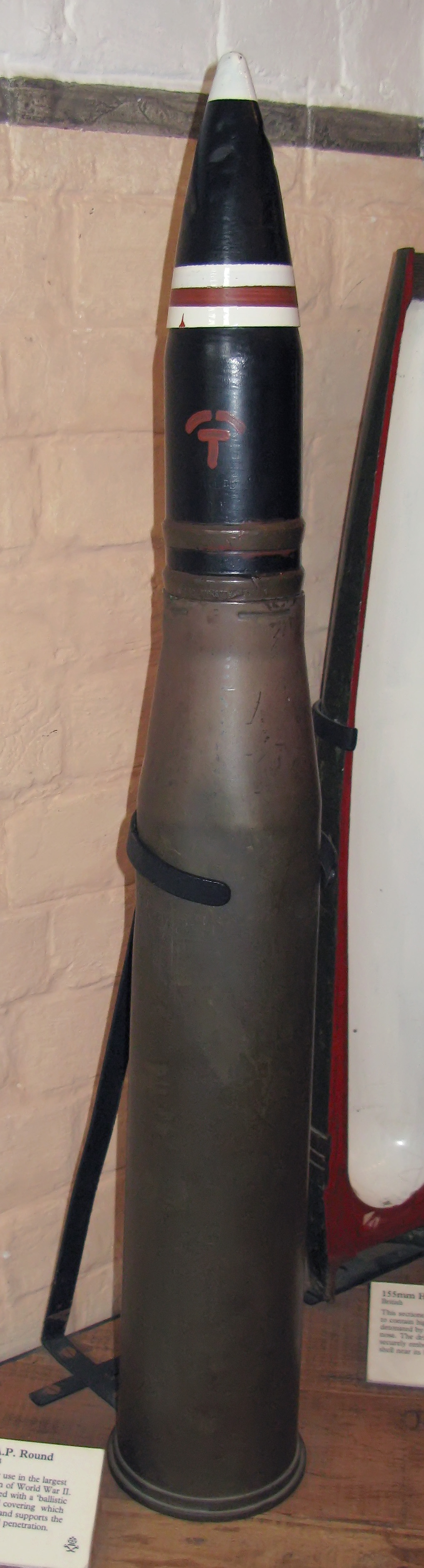
17磅炮所用的穿甲彈

雪曼螢火蟲的主要武器是QF 17磅炮。作為QF 6磅炮的後繼者，17磅炮是英國在戰時火力最強的坦克炮，也是所有國家中最有威力的坦克炮的其中之一，其穿甲能力優於虎I坦克的88毫米高射炮、豹式坦克的 75公釐KwK 42砲或M26潘興的M3 90公釐炮。
當使用標準的鈍頭被帽穿甲彈(APCBC)，入射角度為30度時，螢火蟲的17磅炮可以在500公尺遠擊穿140 mm厚的裝甲，在1000遠公尺擊穿131 mm。若用脫殼穿甲彈(APDS)，入射角度同樣為30度時，在500公尺遠可擊穿209 mm厚的裝甲，在1000公尺遠則可以擊穿192 mm，這在理論上可在任何可能的交戰距離摧毀幾乎所有的德國坦克。然而，早期的APDS彈缺乏準確度，而且其實際彈體只有約50 mm寬，當穿過敵人裝甲時，能造成的殺傷力比76.2 mm的APCBC小。不過，直到1944年年末前，APDS的數量是十分稀少的。
儘管螢火蟲有優秀的反坦克能力，在對付軟目標，如敵人步兵，建築物，和輕裝甲的載具時，被認為比一般的雪曼差。當在歐洲的戰事接近尾聲，盟軍發現他們更常遇到這些目標，而非德軍坦克，因此，盟軍的坦克單位一般會拒絕完全換用螢火蟲。到了1944年末，17磅炮才有好的高爆彈可供使用，但依然不如一般雪曼使用的75mm高爆彈。另一個問題是17磅炮開火時會揚起大量的塵土以及煙霧，使得炮手不容易觀測砲彈的落點，而必須仰賴車長觀察落點並修正。煙塵同時也會揭露開火位置，因此雪曼螢火蟲每射擊幾次後就必須轉移位置。其後座和炮口火燄會對車組人員造成不小的衝擊，而且也常導致夜盲。這在裝有高速炮的坦克是常見的問題，包含了黑豹式和虎式。因炮塔較擁擠，使得裝填較大的17磅炮砲彈較困難，所以和一般的M4雪曼比，螢火蟲的射速較慢。因為螢火蟲被視作過渡時期使用的坦克，結果這些問題從來沒有被解決－因為原先預期螢火蟲在新型英國坦克服役後便會被淘汰。
螢火蟲的次武裝是標準.30英吋同軸機槍。裝設在車身的機槍則被移除，以增加儲放主炮砲彈的空間。另有一挺.50口徑的機槍裝在車頂，不過車員經常將它移除掉，因為它的槍架操作不便，而且位置太靠近車長，當車長在戰鬥中打開艙門觀察四周時，會限制住視角。
在1945年，一部分英國的雪曼在炮塔的一側裝上了導軌，用來放置兩枚RP-3 60 磅(27 公斤)高爆3英吋火箭。橫渡萊茵河時，1st Coldstream Guards的一個坦克中隊使用了這一型的雪曼。這些坦克被稱作"雪曼鬱金香"(Sherman Tulips)，包含了一般的雪曼以及螢火蟲。這種火箭雖然由戰機使用時有不錯的準確度，但因為從定點發射時缺乏氣流流過箭翼，改由坦克使用時準確度則會下滑。儘管如此，擁有60磅彈頭的RP-3火箭只要能夠擊中目標，效果是很顯著的。

## 生產及配置
二戰之中共有三種雪曼螢火蟲，各自由不同型號的雪曼戰車改裝，分別是雪曼I(M4)，雪曼I Hybrid(M4複合)和雪曼V(M4A4)。一些來源指出有幾台雪曼II(M4A1)也被改裝成螢火蟲並曾投入戰鬥。此外，有極小量加拿大授權生產的雪曼II(M4A1)，灰熊I巡航坦克，在加拿大被改裝為螢火蟲，並作為訓練用途，不過並沒有投入戰鬥。大多數的螢火蟲是從雪曼V改裝的－英軍在戰爭期間接收了約7200台的雪曼V(M4A4)。雪曼VC和IC可以用他們車殼下半部作辨別；VC的車殼下半部有鉚接且有弧度，IC則是用銲接且有稜角。Hybrid則可以用它車殼上半部作辨別:它是用鑄造的，和一般的雪曼比較圓滑。

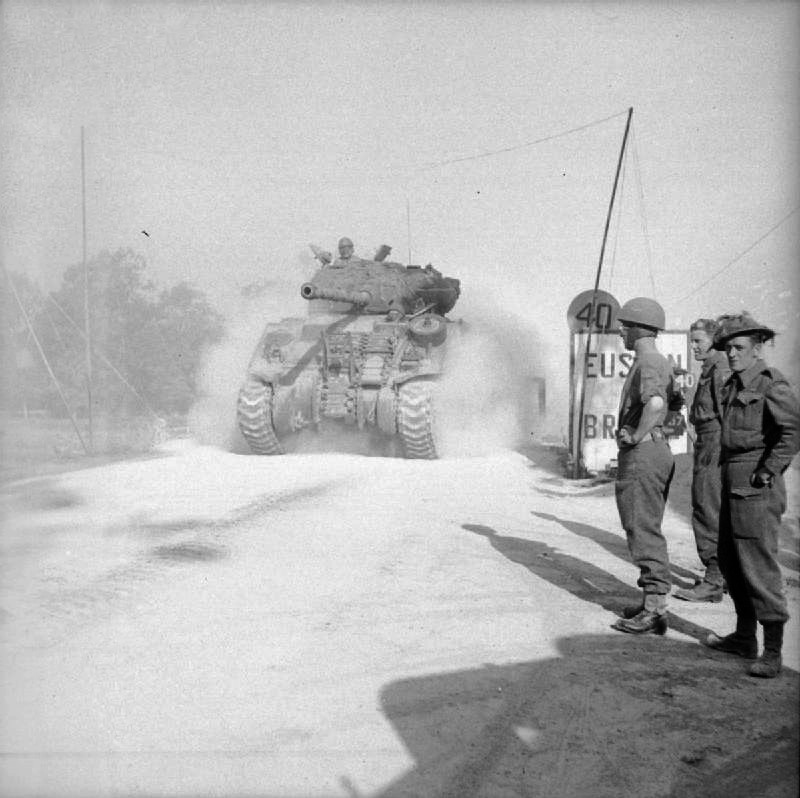
一台雪曼螢火蟲正在通過奧恩河上的'歐斯頓橋'，準備加入總計行動，1944年7月18日

螢火蟲的生產開始於1944年初，到了5月31日，已經有342台螢火蟲被分配到蒙哥馬利的準備進行諾曼地登陸的第21集團軍。結果，英國裝甲部隊的戰車連由3輛一般雪曼和1輛螢火蟲組成。在裝備克倫威爾戰車的單位也是同樣的編制（每連配備1輛螢火蟲），不過這造成了後勤問題，因為裝備克倫威爾戰車的單位必須供應兩種不同戰車的組件，即使在挑戰者戰車服役後，它替換螢火蟲的速度卻很慢。以邱吉爾戰車為主力的部隊則沒有分配到任何螢火蟲，因此必須依賴跟隨的M10或M10阿基里斯部隊來對付75公釐砲無法清除的目標。
隨著75mm雪曼生產逐漸減少，螢火蟲的生產受限於可以改裝的戰車數量。為了提高數量，雪曼I hybrids也加入改裝的行列。
從六月的D-Day到八月底諾曼地戰役結束，約生產了550多輛雪曼螢火蟲，比用來替換戰損需求的數量還高。到1944年末，因可供17磅砲使用的有效高爆彈開始配發，每個英國戰車連隊開始接收兩輛螢火蟲。到1945年2月，已生產了2000多輛雪曼螢火蟲，在英國的裝甲部隊使用75mm和17磅砲的雪曼各佔一半。
到1945年的春天，螢火蟲的製造開始縮小規模，到1945年5月最後一輛被分派到部隊。這是因為幾個理由：如更優秀的自製彗星式巡航戰車和百夫長戰車開始服役，納粹德國即將戰敗，以及英國接下來要面對的敵人——日本的戰車較為粗劣。
雪曼螢火蟲的總生產量介於2100-2200輛之間，切確的數字則很難確定，因為各文件記載不一樣的數字。詹氏二戰戰車及戰鬥載具上是寫在1944年有1783輛，1945年有563輛，共計2346輛。

## 服役狀況
諾曼第

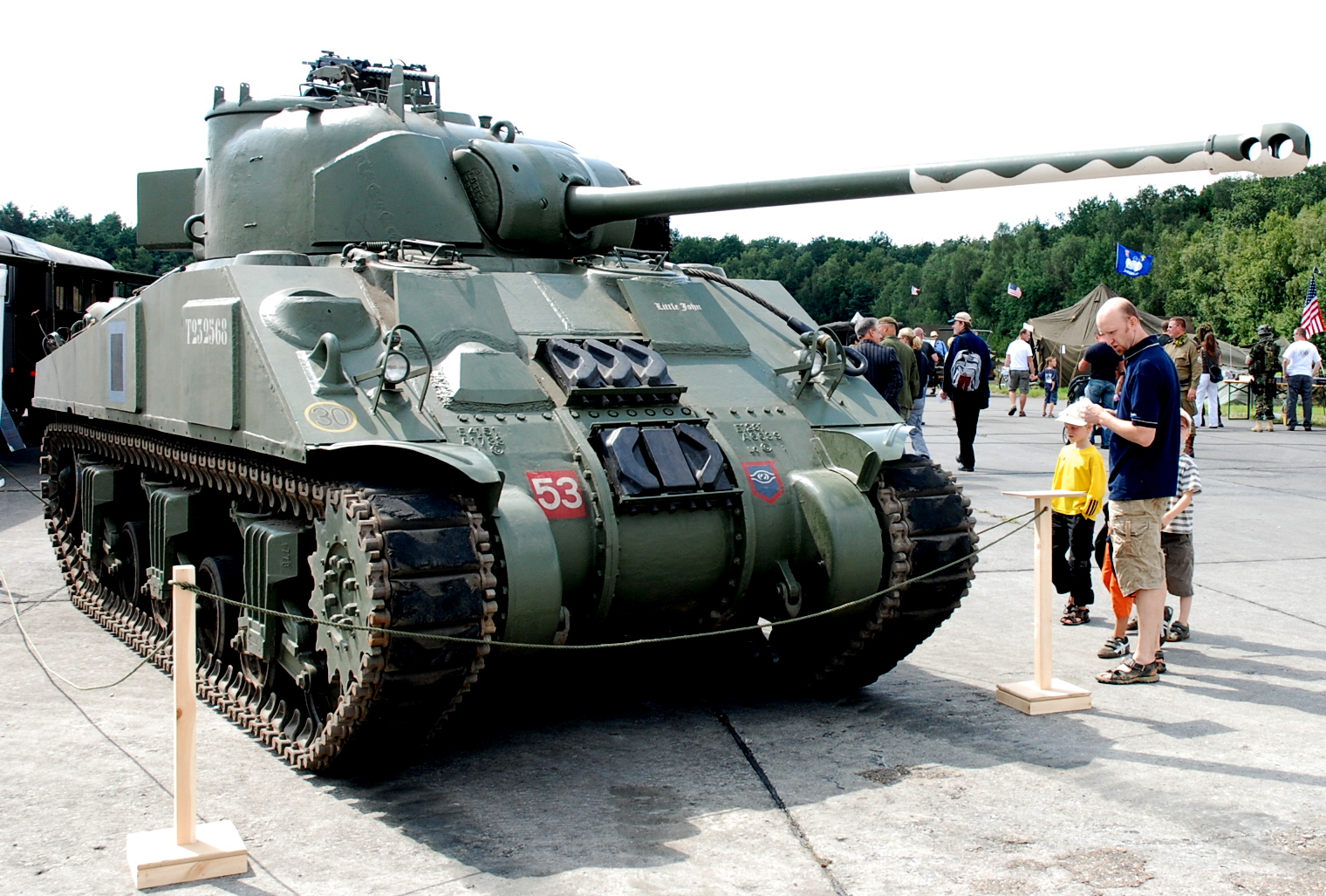
一台使用了反影偽裝(Countershading)的雪曼螢火蟲，用來掩飾增長的炮管

螢火蟲在1944年被引進英國裝甲旅以及第21集團軍的各師，可及時加入諾曼第登陸。這個時間點是很幸運的，因為盟軍發現德軍在諾曼第戰場比預期裝配了更多重型坦克，如虎式。事實上，盟軍誤以為豹式會如同虎式一般數量較為有限，而不會大量替換德軍的四號坦克。結果比預期中更常遭遇的大量豹式戰車給盟軍指揮官以及裝甲兵帶來了很大的衝擊，因為它們的坦克砲無法在長距離擊穿其正面裝甲。
螢火蟲在每一個克倫威爾或雪曼坦克連各分配一台。在克倫威爾部隊的編制與運用中造成了調動以及補給困難。這是由於性能（螢火蟲的行進速度較克倫威爾慢）以及後勤補給（兩種不同戰車的零配件供應體系）。
雖然豹式和虎式只佔了德軍在諾曼地共2500台坦克的30%（其餘是四號坦克，三號突擊炮等一般雪曼可以有效對付的戰車），但基於卡昂城對德軍的重要性，以及蒙哥馬利將德軍牽制在英軍前方，使得美軍可以向西突破的作戰，使得英國和大英國協部隊必須面對德軍部署在諾曼地超過70%的裝甲部隊主力，以及幾乎全部裝備優良的精銳部隊黨衛隊，他們均配備了有令人喪膽的虎式和豹式坦克。因此，儘管豹式和虎式總數相對較低，但幾乎都是由英軍面對。因此，雪曼螢火蟲可能是英國最有價值的坦克，因為它是唯一可以在一般戰鬥距離有效對付虎式和豹式的英國坦克。
不過，這一點德國人也發現到了:他們發現長炮管的雪曼坦克比一般的雪曼對它們的重型坦克有更高威脅，因此德國裝甲兵和反坦克砲兵被指示優先攻擊螢火蟲。相同地，螢火蟲的車員也知道17磅炮的長炮管和一般的雪曼有很大的不同，所以他們設法進行偽裝，希望不要被鎖定。有些人將炮管前半部的底下塗白，上面塗墨綠色或原先的橄欖綠，使得炮管看起來有縮短的錯覺(即反影偽裝)；另一個提議是將一根木製、較短的假砲裝在炮塔尾端並指向前方，不過這些方法似乎沒有在實戰中使用過。

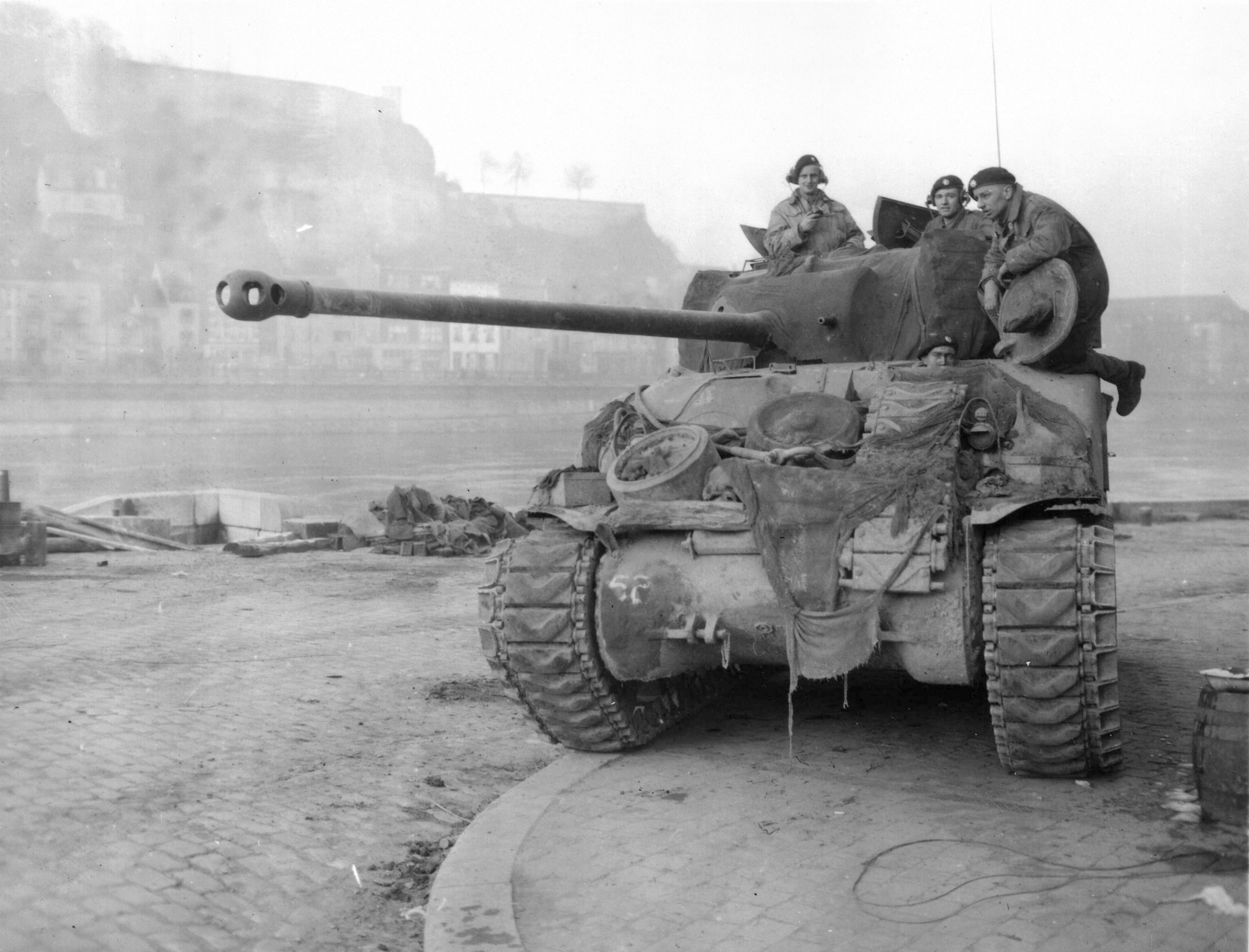
在那慕爾的英軍螢火蟲

儘管是優先處理的目標，螢火蟲在統計上似乎被擊毀的機率比一般的雪曼低，這更有可能是因它們在戰場上的戰術配置，而不是對長炮管的偽裝發揮效用。由於對指揮官而言螢火蟲擁有更高的價值，一般都會在戰鬥前先行探查戰場中可以掩蔽螢火蟲的好位置。在戰鬥中，螢火蟲會待在較後方的隱蔽位置，掩護普通雪曼的推進，消滅對推進中雪曼開火而暴露出位置的敵軍坦克，只有當普通雪曼清空了一個區域，或當它們無法在目前位置得到掩蔽才會前進。相似地，當部隊移動時，指揮官會偏向將螢火蟲置於陣列的後方，因此通常不會是首先被擊毀的車輛。然而，因為戰場中許多不確定因素，這樣子的配置不是總是有效或可實行，有很多時候螢火蟲必須被迫在容易被識別出的空曠場地向敵軍作戰。
儘管如此，螢火蟲增強的火力被英國和大英國協裝甲兵高度評價。在許多交戰中，螢火蟲藉由在遠距離擊毀虎式和豹式，和較不可懼的如四號戰車、突擊炮證實了它的價值。因此美國曾經想和英國借幾輛螢火蟲編列使用，但是被英國婉拒了。
其中一個例子是由中尉亨利（G.K  Henry）的螢火蟲在6月9日於諾利-恩-畢森面對第12黨衛軍裝甲師轄下第12黨衛軍裝甲團第三連的進攻中展示。決定要佔領這個城鎮，作為將英國和加拿大軍趕回海中的進攻的預備行動，庫爾特·邁爾命令第三連中的12台黑豹式坦克和步兵進攻諾利-恩-畢森並將加拿大軍逐出。攻擊在1300開始，豹式以全速前進，只在開火時停下，很快的超過了被盟軍砲兵壓制的步兵支援。到了城鎮1000公尺內，9台第一輕騎兵團的雪曼坦克向前進中的豹式坦克的側翼開火。亨利中尉的炮手，裝甲兵切曼（A. Chapman），等到豹式「像鴨子排成一列」時才開火，迅速的用僅僅6發砲彈擊毀了5台豹式坦克。這個攻擊在德軍損失了12台豹式中的7台下收場，絕大多數歸功於亨利中尉單單一台螢火蟲。
另一個類似的例子發生在6月14日，棲木作戰中。第四/第七龍騎兵衛隊的哈利斯中士（Harris），和三台標準的雪曼，在將德軍逐出拉爵爾（Lingèvres）後，同步兵一起進行防守。哈利斯用望遠鏡發現了兩台豹式從東方向這裡前進。他在相距800公尺時開火，用第一炮擊毀領頭的豹式，用第二發擊毀第二台。重新部署於城鎮的另一側後，它發現另外三台豹式從西方接近。他和他的炮手馬基洛普（Mackillop）從很好的掩蔽位置，從側翼用三發砲彈擊毀了這三台坦克。哈利斯和他的炮手用五發砲彈擊毀了同等數量的豹式坦克，證實了螢火蟲的威力，尤其是從防守位置向前進中的敵人坦克攻擊。
在可能是螢火蟲最著名的作戰中，來自黨衛軍101重裝甲營第三連和HQ連的七台虎式坦克，和數台四號坦克以及四號突擊炮被第33裝甲旅下轄第一北安普諾頓義勇騎兵的A中隊，第二加拿大裝甲旅下轄舍布魯克燧發槍團的A中隊，以及第33裝甲旅下轄皇家裝甲兵團第144團的B中隊的螢火蟲伏擊。
第一北安普諾頓義勇騎兵的坦克和第51「高地」步兵師的成員在總計行動時，於1944年8月8日到達在聖艾尼昂德克蘭士尼爾（Saint-Aignan-de-Cramesnil）的法國村莊。當B中隊待在村莊四周時，A和C中隊向南方移動到一個叫德爾拉羅克（Delle de la Roque）的森林。C中隊部署在森林的東方，兵員不足的A中隊在南方，其第三裝甲連在森林西方邊緣。在這個位置，他們可以俯瞰很大片的開闊地帶，看到德軍坦克在"158國道"上從桑土（Cintheaux）的城鎮進發。在指揮官嚴格的指令下，他們直到德軍坦克進入有效距離才開火。艾金斯（Ekins），高登（Gordon）中士指揮的雪曼螢火蟲（叫做大盧基，A中隊的坦克是以蘇聯城鎮命名）的炮手，還沒有在作戰中開過火。當虎式坦克進入射程，開火命令下達，接下來是接近12分鐘的戰鬥，其中艾金斯摧毀了全部三輛第三連可以看到的虎式坦克；那個區域實際上有7台虎式坦克，伴隨著幾台其他坦克和自走炮向北前進。一小段時間後，德軍的主要反擊朝向C中隊。A中隊(除了高登中士受傷退出戰鬥)移動以進行支援，而在這場戰鬥，艾金斯在他的坦克被擊中，車組人員被迫離開前擊毀了一台四號坦克。其中一台被認為是艾金斯擊毀的虎式坦克是米歇爾·魏特曼的，雖然艾金斯是否真的殺死了魏特曼還有爭議，因為當時舍布魯克遂發槍團的螢火蟲在更近的距離，150公尺，也向這些虎式坦克開火。
義大利

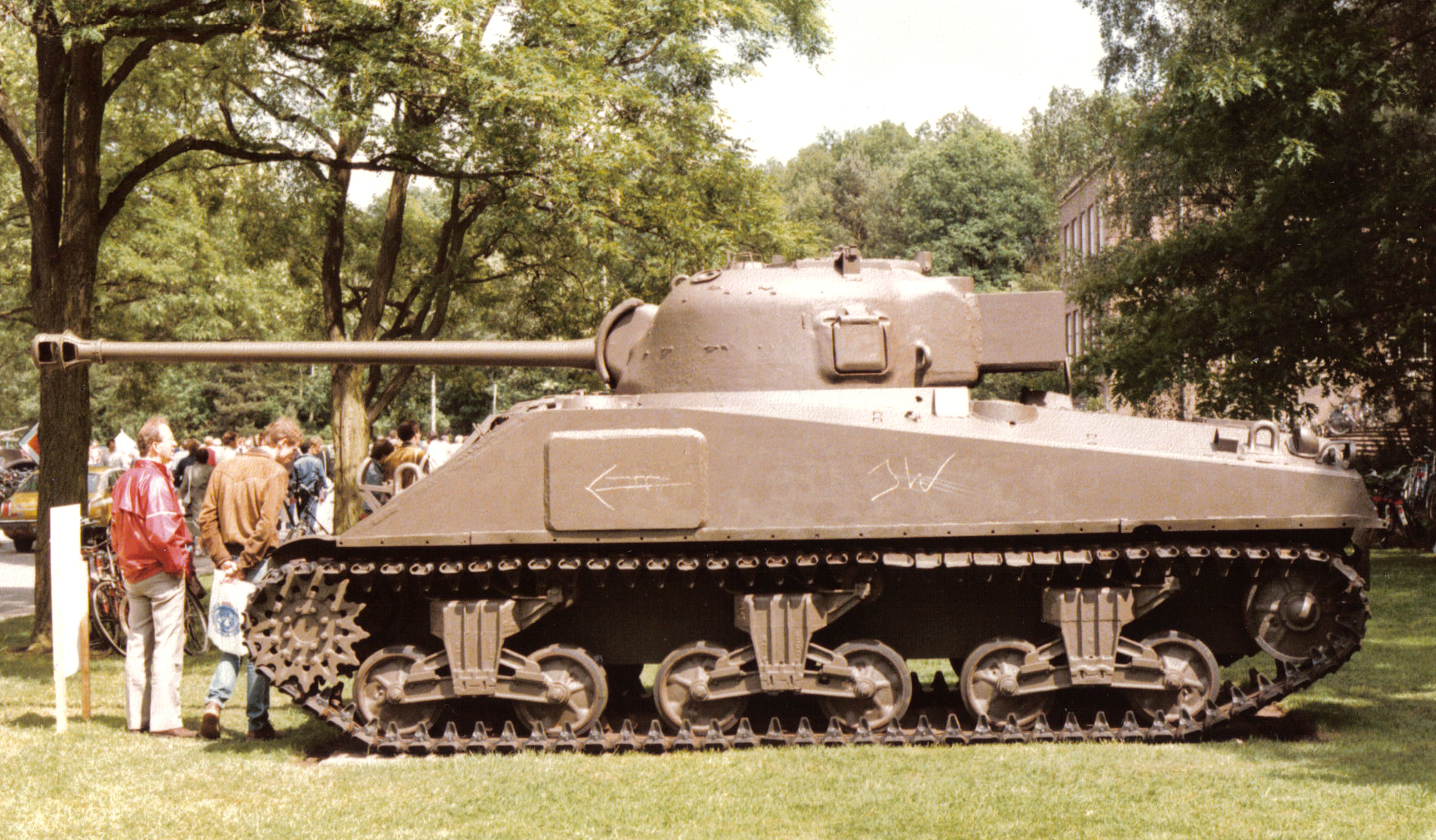
在荷蘭博物館的螢火蟲

儘管是作為彗星和百夫長坦克服役前的過渡產品，螢火蟲證明自己是很成功的坦克。雖然諾曼地戰場的部隊需求有更高的優先權，螢火蟲稍候也在編派至位於義大利的英國和大英國協部隊中作戰。在義大利的英國部隊也使用裝有美國76公釐炮的後期型雪曼坦克。

## 流行文化

### 電子遊戲
- 《戰爭雷霆》
- 《戰車世界》
- 《應徵入伍》

## 裝備國家
- 阿根廷
- 比利时
- 加拿大
- 印度
- 黎巴嫩 - 有16台被義大利於1949年作為報廢品賣給黎巴嫩陸軍，有兩台在1976年轉到Al-Murabitun民兵手上。
- 美国
- 荷蘭
- 巴基斯坦
- 南非
- 英国
- 羅德西亞
- 波蘭(波蘭第1裝甲師)

## 註解及參考資料
註解
1. ↑  美國設計的坦克是讓炮手在右方而裝彈手於左方，英國則相反
2. ↑  要知道更多關於各種編號的細節，請參考英國自租借法案所獲得的雪曼戰車（英语：Lend-Lease Sherman tanks#British Nomenclature）
3. ↑  英國的"坦克旅"是裝備邱吉爾坦克

引文
1. ↑  J. Buckley (2004)[页码请求]
2. 1 2 3 4  Fletcher, David. . Osprey Publishing. 2008. ISBN 1846032776.
3. ↑  Fletcher (2008) p.10
4. 1 2 3 4 5 6 7 8 9 10  Source: J. Buckley, British Armour in the Normandy Campaign 1944
5. ↑  Fletcher (2008) pp.11-12
6. ↑  Fletcher (2008) p.13
7. 1 2 3 4 5 6 7 8 9 10  Hart, Stephen. . Osprey Publishing. 2007.
8. ↑  Fletcher (2008) p.14
9. ↑  .   [2008-12-11]. （原始内容存档于2008-10-04）.
10. ↑  .   [2010-12-29]. （原始内容存档于2010-08-23）.
11. ↑  Fletcher (2008) p.6
12. ↑  Fletcher (2008)
13. ↑  Ness, Leland, Jane's World War II Tanks and Fighting Vehicles — The Complete Guide, HarperCollinsPublishers 2002, p. 22
14. ↑  Zuehlke, Mark. . Douglas & McIntyre. 2004. ISBN 1553651022.
15. ↑  Reid, p. 414
16. ↑  Tout, A Fine Night for Tanks
17. 1 2 3  Reid, Brian. No Holding Back (Robin Brass Studios, 2005)
18. 1 2 3  Tout, Fine By Tank D to VE Day
19. ↑  Tout, Fine Night For Tanks
20. 1 2 3 4  Hart, Pg 52-69

參考書目
- Fletcher, David. . HMSO. 1989.
- Fletcher, David. . New Vanguard 141. Osprey Publishing. 2008. ISBN 1846032776.
- Sandars, John. . Vanguard. Oxford: Osprey Publishing. 1982. ISBN 0-85045-361-5.
- Tout, Ken, , Robert Hale Ltd, 2007, ISBN 0709081480
- Tout, Ken, , Sutton Publishing Ltd, 1998, ISBN 075091730X
- Buckley, John, , Routledge, 2004, ISBN 0714653233
- World tank museum 世界坦克博物館圖鑑

## 外部連結
- Sherman Firefly Book Homepage
- Camouflage of 17-pdr Gun Mounted in Sherman Tank （页面存档备份，存于）